# セーデルマンランド公爵
セーデルマンランド公爵（セーデルマンランドこうしゃく、スウェーデン語: hertig av Södermanland）は、スウェーデン王国で数度創設された爵位であり、いずれもスウェーデン王から息子か孫に授けられた。初期のスウェーデンの公爵は封国に大きな権力を持ち、スウェーデン王とほぼ同程度に及ぶこともあったが、1772年以降の公爵は全て儀礼称号となっている。
セーデルマンランド地方はスウェーデンの地方の一つであり、その名前は「（メーラレン湖の）南の人の地」を意味する。

## セーデルマンランド公爵の一覧
- エリク・マグヌソン（在位 : 1302年 - 1318年） - マグヌス3世の息子
- カール（在位 : 1560年 - 1604年） - グスタフ1世の息子
- カール・フィリップ（在位 : 1609年 - 1622年） - カール9世の息子
- カール（在位 : 1772年 - 1809年） - アドルフ・フレドリクの息子
- オスカル（在位 : 1818年以前 - 1844年） - カール14世ヨハンの息子
- カール・オスカル（英語版）（在位 : 1852年 - 1854年） - 王太子カール（後のカール15世）の息子
- ヴィルヘルム（在位 : 1884年 - 1965年） - グスタフ5世の息子
- アレクサンダー（在位 : 2016年 - ） - カール16世グスタフの孫